# Shake Ya Ass
Shake Ya Ass (englisch für „Schüttle deinen Arsch“) ist ein Lied des US-amerikanischen Rappers Mystikal, das er zusammen mit dem Sänger Pharrell aufnahm. Der Song ist die erste Singleauskopplung seines vierten Soloalbums Let’s Get Ready und wurde am 18. Juli 2000 veröffentlicht.
Das Lied erschien auch als entschärfte Version mit verändertem Text unter dem Titel Shake It Fast (englisch für „Schüttle es schnell“), die statt des Originals meist im Radio und im Musikfernsehen gespielt wurde.

## Inhalt
| Liedteil   | Künstler              |
| Refrain    | Mystikal              |
| 1. Strophe | Mystikal              |
| Bridge     | Pharrell und Mystikal |
| 2. Strophe | Mystikal              |
| 3. Strophe | Mystikal              |

Shake Ya Ass ist dem Genre Dirty Rap zuzuordnen und enthält viele sexuelle Anspielungen, wobei Mystikal vorwiegend über die Hinterteile von Frauen rappt. Er spricht die Hörerinnen auch direkt an und fordert sie auf, mit ihren Hintern zu wackeln. Mystikal rappt aus der Perspektive des lyrischen Ichs, das auf der Suche nach Frauen ist, die es abschleppen kann. Dabei achtet er vor allem auf einen möglichst großen Po der Frauen und wie diese sich bewegen können. Der Rapper prahlt mit seinem Reichtum und seinen Fähigkeiten, Frauen zu verführen.

“Shake ya ass, but watch yourself

Shake ya ass, show me what you working with

Shake ya ass”

## Produktion
Der Song wurde von dem US-amerikanischen Musikproduzenten-Duo The Neptunes, bestehend aus Pharrell Williams und Chad Hugo, produziert. Beide fungierten zusammen mit Mystikal auch als Autoren des Liedes.

## Musikvideo
Bei dem zu Shake Ya Ass gedrehten Musikvideo führte Director X Regie. Es verzeichnet auf YouTube über sechs Millionen Aufrufe (Stand Januar 2023). Zu Beginn fährt Mystikal in einem roten Mercedes-Cabrio durch die Straßen, wobei er auf drei Frauen trifft, die ihm eine Einladungskarte zu einer Party zustecken. Er fährt zu einer abgelegenen Villa, wo die Feier stattfindet und trifft dort auf zahlreiche leicht-bekleidete Frauen, die teilweise Masken tragen. Sie tanzen und wackeln dabei aufreizend mit ihren Hinterteilen. Pharrell ist ebenfalls auf der Party und singt seinen Text, umgeben von einigen Frauen. Gegen Ende des Videos wird Mystikal von einer maskierten Frau auf ein Zimmer geführt. Als diese dort ihre Maske abnimmt, erkennt er, dass es eine der drei Frauen ist, die ihn anfangs eingeladen hatten.

## Single

### Covergestaltung
Das Singlecover ist in Schwarz-weiß gehalten und zeigt Mystikal doppelt, der einmal den Zeigefinger emporstreckt und einmal die Hände zu Fäusten ballt, wobei er den Betrachter aggressiv ansieht. Links oben befinden sich die Schriftzüge Mystikal in Schwarz und Shake Ya Ass in Orange. Der Hintergrund ist weiß.

### Titellisten
Single
1. Shake Ya Ass (Clean Radio Edit) – 4:18
2. Shake Ya Ass (LP Version) – 4:19

Maxi
1. Shake Ya Ass (LP Version) – 4:19
2. Shake It Fast (Cleaner Radio Edit) – 4:17
3. Shake It Fast (Anonymous People Remix) – 5:24
4. Shake It Fast (Anonymous People UK 2 Step Remix) – 5:35

### Chartplatzierungen
Shake Ya Ass stieg am 12. Februar 2001 auf Platz 87 in die deutschen Singlecharts ein und konnte sich fünf Wochen lang in den Top 100 halten. In den Vereinigten Staaten erreichte die Single Rang 13 und im Vereinigten Königreich Position 30.
| ChartsChartplatzierungen       | Höchstplatzierung | Wochen |
| ------------------------------ | ----------------- | ------ |
| Deutschland (GfK)              | 87 (5 Wo.)        | 5      |
| Vereinigtes Königreich (OCC)   | 30 (5 Wo.)        | 5      |
| Vereinigte Staaten (Billboard) | 13 (20 Wo.)       | 20     |

| ChartsJahrescharts (2000)      | Platzierung |
| ------------------------------ | ----------- |
| Vereinigte Staaten (Billboard) | 68          |